# 8,8 cm PaK 43
PaK 43 (Panzerabwehr Kanone 43, Pansarvärnskanon modell 1943) var en tung tysk pansarvärnskanon från andra världskriget. 
PaK 43 hade 88 mm kaliber och ett eldrör med 71 kaliberlängder (samma kanon som bland annat Tiger II och Nashorn). Kanonen hade utmärkt eldkraft och kunde slå ut de sovjetiska tyngst bepansrade stridsvagnarna, även på långa avstånd. Dock var kanonen något för tung som pansarvärnskanon, vilket gjorde det svårt för besättningen att ändra position på kanonen under en strid. PaK 43 användes sida vid sida med "standardkanonen" PaK 40 under krigets senare hälft.

## Utveckling
År 1939 skickade Luftwaffe ut en förfrågan om en ersättare till 8,8 cm FlaK 36 med högre maxhöjd. Rheinmetall vann kontraktet med vad som skulle komma att bli 8,8 cm FlaK 41 med ett L/71 kalibrar långt eldrör, Krupps konkurrerande förslag 8,8 cm Gerät 42 kom istället att utvecklas till 8,8 cm PaK 43 och 8,8 cm KwK 43.

## Varianter
- 8,8 cm PaK 43
- 8,8 cm PaK 43/41 lavett från en lätt fälthaubits.
- 8,8 cm KwK 43

## Bevarade exemplar
- PaK 43/41 vid CFB Borden